# Тайваньский доллар
Тайваньский доллар (кит. 舊臺幣 или кит. 舊台幣) — денежная единица Китайской Республики в 1946—1949 годах.
Применяется также название «Старый тайваньский доллар», чтобы избежать возможной неоднозначности и отличить ранее использовавшуюся валюту от современной валюты Тайваня — нового тайваньского доллара. На банкнотах и чеках Банка Тайваня использовался иероглиф 圓 и аббревиатура TW$.

## История
С 1895 по 1945 год остров входил в состав Японской империи. После поражения Японии во Второй мировой войне остров вошёл в состав Китайской Республики. В 1946 году Банк Тайваня начал выпуск банкнот в долларах, которыми в соотношении 1:1 была заменена обращавшаяся ранее на острове тайваньская иена. Банкноты первого выпуска печатались в Шанхае, с 1947 года банкноты печатались в Тайбэе.
Выпускались банкноты в 1, 5, 10, 50, 100, 500, 1000, 10 000 долларов. Была подготовлена, но не выпущена в обращение купюра в 100 000 долларов.
В 1948 году Банк Тайваня выпустил чеки на предъявителя в 10 000, 100 000, 1 000 000 долларов.
15 июня 1949 года начат выпуск в обращение нового тайваньского доллара, обмен производился в соотношении 40 000:1.